# Nina Pimenova
Nina Viktorovna Čan'čina, coniugata Pimenova (in russo Нина Викторовна Чаньчина-Пименова?; 14 febbraio 1925 – ...), è stata una cestista sovietica.

## Carriera
Con l'Unione Sovietica ha disputato i Campionati europei del 1950.